# Абнормация
Абнормация е термин в психологията, който засяга поведенческото състояние на отделните индивиди, техните процеси и ситуациите, в които могат да попаднат. Думата идва от английското „abnormal“, което означава – неправилен, необичаен, анормален, противоестествен. Всяка една промяна в поведенческото състояние на индивид, процес или ситуация, съпътстващи с промени в тяхното нормално състояние, се нарича абнормация.